# Câinele vagabond (Akira Kurosawa)
Câinele vagabond este un film japonez din 1949, regizat de Akira Kurosawa.